# Gerichtsbezirk Peuerbach
Der Gerichtsbezirk Peuerbach war ein dem Bezirksgericht Peuerbach unterstehender Gerichtsbezirk im politischen Bezirk Grieskirchen (Bundesland Oberösterreich).

## Geschichte
Der Gerichtsbezirk Peuerbach wurde durch einen Erlass des k.k. Oberlandesgerichtes Linz am 4. Juli 1850 geschaffen und umfasste ursprünglich die sieben Steuergemeinden Eschenau, Natternbach, Neukirchen am Walde, Peuerbach, Bruck an der Aschach, Steegen und Waasen.
Der Gerichtsbezirk bildete im Zuge der Trennung der politischen von der judikativen Verwaltung ab 1868 gemeinsam mit den Gerichtsbezirken Engelszell, Raab und Schärding den Bezirk Schärding.
1911 wurde aus dem Gerichtsbezirk Peuerbach gemeinsam mit dem Gerichtsbezirk Grieskirchen und dem Gerichtsbezirk Haag am Hausruck der Bezirk Grieskirchen gebildet, wobei die Bezirkshauptmannschaft per 1. Juli 1911 ihre Tätigkeit aufnahm.
1923 wurden durch die Auflösung des Gerichtsbezirks Waizenkirchen im Bezirk Eferding die Gemeinden des Gerichtsbezirks Waizenkirchen auf die Gerichtsbezirke Eferding, Grieskirchen und Peuerbach aufgeteilt, wobei dem Gerichtsbezirk Peuerbach die Gemeinden Heiligenberg, Kallham und Waizenkirchen zufielen.
Die im Sinne der Verwaltungsreform sowie Budgeteinsparungen 2011/12 begonnene Diskussion über die Schließung von Bezirksgerichten führte zur Entscheidung, das Bezirksgericht Peuerbach zu schließen, da hier 2012 lediglich eine volle Richterplanstelle bestand. Die Auflösung des Gerichtsbezirks Peuerbach wurde schließlich im Juni 2012 verordnet und per 1. Jänner 2014 rechtswirksam. Aufgrund der Verordnung wurden die fünf Gemeinden Eschenau im Hausruckkreis, Heiligenberg, Natternbach, Neukirchen am Walde und St. Agatha Teil des Gerichtsbezirks Eferding und die fünf Gemeinden Bruck-Waasen, Kallham, Peuerbach, Steegen und Waizenkirchen Teil des Gerichtsbezirks Grieskirchen.

## Gerichtssprengel
Der Gerichtssprengel umfasste mit den zehn Gemeinden Bruck-Waasen, Eschenau im Hausruckkreis, Heiligenberg, Kallham, Natternbach, Neukirchen am Walde, Peuerbach, St. Agatha, Steegen und Waizenkirchen den nördlichen Teil des Bezirkes Grieskirchen.